# 张德顺
张德顺（1949年—），江苏南京人，汉族，中华人民共和国政治人物、第十一届全国人民代表大会解放军代表。
毕业于海军指挥学院军事战略学专业，是中共党员。担任武警政治部副主任。2008年起担任全国人大代表。